# Civitella (Carosino)
Civitella ist eine ehemalige Siedlung in der süditalienischen Provinz Apulien  3000 Schritte (zirka zwei Kilometer) südlich von Grottaglie. Heute ist nur noch die Masseria Civitella  erhalten, die zu Carosino  in der Provinz Tarent gehört.

## Geschichte

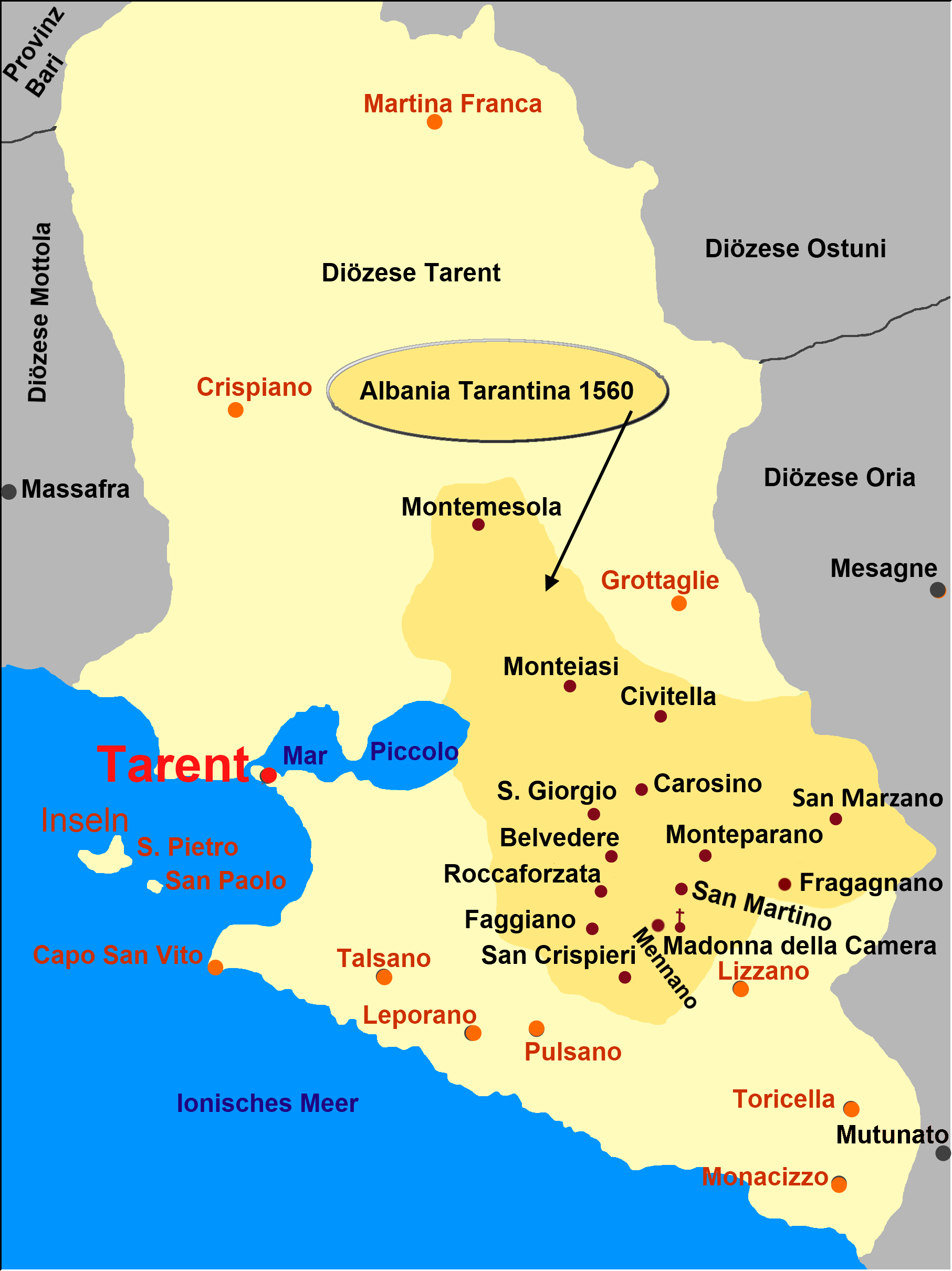
Albania Tarantina im Jahr 1560

Civitella war ein „Casale“ und gehörte der Familie Astorre. Als die Tochter Augusta sich mit Giacomo Carignano (auch: Caragnano) verheiratete, brachte sie das Casale als Mitgift in die Ehe. Civitella zählte zu der Zeit zirka 100 Personen, die ihre Abgaben an ihren Feudalherrn Carignano bezahlten.
In einer Zeit der wiederkehrenden Epidemien und Kriege, die die Lehnsgüter immer wieder in Gefahr brachten, besiedelte der Sohn Girolamo das Casale 1540 mit zirka 200 steuerbefreiten Albanern (Arbëresh) und ließ für sie eine Kapelle bauen, damit sie ihren griechisch-byzantinischen Ritus ausüben konnten. 1553 kamen weitere steuerbefreite Albaner dazu als der Albaner Giorgio Mastolano von Kaiser Karl V. die Erlaubnis erhielt mit anderen Landsleuten in dem Casale zu leben.
Als Civitella 1578 seinen ersten Pastoralbesuch des Erzbischofs von Tarent, Lelio Brancaccio, erhielt, gehörte ein Drittel der Bevölkerung (10 Familien) dem lateinischen Ritus an. Sie hatten ihren eigenen Priester und ihre eigene Kirche. Die Arbëresh, die zwei Drittel der Einwohner (20 Familien) ausmachten, hatten ihre eigene Kirche mit eintüriger Ikonostase. Kaplan war Giovanni Turco de Abbate Matteo, der außer der Taufe alle Sakramente spendete. Getauft wurde von einem Papas der Nachbargemeinden.
Obwohl Papst Paul III. den Albanern in Italien mit der Bulle von 1536 volle Anerkennung innerhalb des Katholizismus verschaffte, ermutigte Brancaccio die griechisch-orthodoxe Gemeinde von Civitella zum lateinischen Ritus überzugehen. Wie auch in den anderen Casali der Albania Tarantina schenkten die Arbëresh von Civitella der Einladung des Erzbischofs Brancaccio, zum lateinischen Ritus überzutreten kein Gehör. (Siehe auch: Abschnitt Religion der Arbëresh)
Anfang des 17. Jahrhunderts gehörte das Casale dem Baron Francesco Antonio Pappadà, der es mit Einwilligung seines Bruders Pietro für 22 Dukaten und 2 Tari an den Fürsten Fabio Albertini von Faggiano abtrat. Für diesen Verkaufsakt erhielt Pappadà im Juni 1615 die königliche Zustimmung.
Später ging Civitella an die “Mensa Vescovile” (Gesamtheit der für die Diözese zur Verfügung stehenden Güter) von Tarent, deren Prälaten es als Baronie besaßen.
Anscheinend soll das Casale gegen Ende des 17. Jahrhunderts wegen osmanischen Razzien aufgegeben worden sein.